# Rancaudik
Rancaudik is een bestuurslaag in het regentschap Subang van de provincie West-Java, Indonesië. Rancaudik telt 4214 inwoners (volkstelling 2010).